# Damalis lugens
Damalis lugens là một loài ruồi trong họ Asilidae. Damalis lugens được Walker miêu tả năm 1861. Loài này phân bố ở miền Ấn Độ - Mã Lai.